# Tim Schenken
 Tim Schenken  (* 26. září 1943 Gordon, předměstí Sydney, Austrálie) byl australský automobilový závodník, britský šampión formule 3. účastník formule 1 v letech 1970-1974.

## Život
Tim Gordon se narodil 26. září 1943 na předměstí Sydney. Jeho závodní kariéra začala v Melbourne v závodech do vrchu s vozem Austin A30. Posléze získal Lotus 18 se kterým zvítězil v množství místních závodů. Proto se rozhodl pro profesionální dráhu závodního pilota a odcestoval roku 1965 do Velké Británie. Během krátkého času vyhrál množství britských šampionátů, včetně Formule Ford a Formule 3. Během pobytu ve Velké Británii si ho všiml krajan Jack Brabham.

### Formule 1
V roce 1970 se zúčastnil první Grand Prix v týmu Franka Williamse, který provozoval vozy De Tomaso, tuto sezónu bez bodového zisku. V následujícím roce jezdí s vozem Brabham jako dvojka vedle Grahama Hilla a po třetím místě v Grand Prix Rakouska 1971 zaznamenává svojí nejlepší sezónu ve Formuli 1. Další třetí místo zaznamenal v nemistrovském závodě International Trophy a čtvrté místo v Race of Champions. V roce 1972 se rozhodl odejít k týmu Surtees, což se později ukázalo jako největší chyba kariéry. S vozem Surtees získal pouhé dva body za páté místo v úvodním závodě v Grand Prix Argentiny 1972. Menší úspěch zaznamenal ve Formuli 2, kde dokázal zvítězit na trati Hockenheim. V roce 1973, byl projekt Trojan jen v plenkách a tak se zúčastnil jen jedné Grand Prix v týmu Franka Williamse s vozem Iso, ale bez úspěchu. Projekt Trojan byl připraven v sezóně 1974 a on s ním odjel 8 Grand Prix, když pro poslední závod se rozhodl startovat s vozem Lotus 76, ale ani to mu nepřineslo bodový zisk.

### Sportovní vozy
Současně s účastí ve Formuli 1 se zúčastnil i šampionátu sportovních vozů s vozy Ferrari, Ford, Porsche, Jaguár. V roce 1972, po úspěšném působení ve formuli 2 dostal nabídku od Ferrari pro účast v 1000 km Buenos Aires a 1000 km Nürburgring sportovních vozů, které spolu s Petersonem vyhrál. Přidali také druhá místa v Daytona, Sebring, Brands Hatch, Watkins Glen, třetí na okruhu Monza a Osterreichring. V roce 1973 spolu s Carlosem Reutemannem dovezl Ferrari ke druhému místu ve Vallelunze a Monze. V roce 1975 se spolu s Ganleyem v týmu Gulf Cosworth pustil na Nürburgring a bylo z toho druhé místo. O rok později si vše zopakoval tentokrát s vozem Porsche a s Hezemansem. Až v roce 1977 se mu na této trati podařilo zvítězit, spolu se Stommelenem a Hezemansem.

### Mimo závodní činnost
V roce 1976 založil Tiga racing Cars spolu s kolegou Howdenem Ganleyem, kde produkovali přes 400 závodních vozů až do roku 1984, kdy se rozhodli společnost prodat. Mezitím se stal spoluvlastníkem a manažerem týmu Formule 2 a Formule 3. Na krátký čas provozoval i tým IMSA, poté se vrátil do Austrálie do čela Confederation of Australian Motor Sport Ltd (CAMS). V současné době působí ve funkci ředitele CAMS a předsedy organizačního výboru Grand Prix Austrálie. Zároveň zastává funkci závodního ředitele na okruhu Adelaide pro sérii ALMS, Surfers Paradise pro CART a Shell Championship Series V8 Super Cars.

## Kompletní výsledky F1
| Legenda k tabulce | Legenda k tabulce                                                                       |
| Barva             | Výsledek                                                                                |
| ----------------- | --------------------------------------------------------------------------------------- |
| Zlatá             | Vítěz                                                                                   |
| Stříbrná          | 2. místo                                                                                |
| Bronzová          | 3. místo                                                                                |
| Zelená            | Bodované umístění                                                                       |
| Modrá             | Nebodované umístění                                                                     |
| Modrá             | Dokončil neklasifikován (NC)                                                            |
| Fialová           | Odstoupil (Ret)                                                                         |
| Červená           | Nekvalifikoval se (DNQ)                                                                 |
| Červená           | Nepředkvalifikoval se (DNPQ)                                                            |
| Černá             | Diskvalifikován (DSQ)                                                                   |
| Bílá              | Nestartoval (DNS)                                                                       |
| Bílá              | Závod zrušen (C)                                                                        |
| Světle modrá      | Pouze trénoval (PO)                                                                     |
| Světle modrá      | Páteční testovací jezdec (TD)                                                           |
| Bez barvy         | Netrénoval (DNP)                                                                        |
| Bez barvy         | Vyřazen (EX)                                                                            |
| Bez barvy         | Nepřijel (DNA)                                                                          |
| Bez barvy         | Odvolal účast (WD)                                                                      |
| Bez barvy         | Nezúčastnil se (prázdné)                                                                |
| Označení          | Význam                                                                                  |
| Tučnost           | Pole position                                                                           |
| Kurzíva           | Nejrychlejší kolo                                                                       |
| †                 | Jezdec nedojel do cíle, ale byl klasifikován, protože odjel více než 90 % délky závodu. |
| ‡                 | Byl udělován poloviční počet bodů, protože bylo odjeto méně než 75 % délky závodu.      |
| Horní index       | Umístění bodujících jezdců ve sprintu                                                   |

| Rok  | Tým                          | Šasi            | Motor       | 1     | 2       | 3      | 4       | 5       | 6       | 7       | 8       | 9       | 10      | 11      | 12      | 13      | 14     | 15      | Umístění  | Body |
| ---- | ---------------------------- | --------------- | ----------- | ----- | ------- | ------ | ------- | ------- | ------- | ------- | ------- | ------- | ------- | ------- | ------- | ------- | ------ | ------- | --------- | ---- |
| 1970 | Frank Williams Racing Cars   | De Tomaso 505   | Cosworth V8 | RSA   | ESP     | MON    | BEL     | NED     | FRA     | GBR     | GER     | AUT Ret | ITA Ret | CAN NC  | USA Ret | MEX     |        |         | -         | 0    |
| 1971 | Motor Racing Developments    | Brabham BT33    | Cosworth V8 | RSA   | ESP 9   | MON 10 | NED Ret | FRA 12  | GBR 12  | GER 6   | AUT 3   | ITA Ret | CAN Ret | USA Ret |         |         |        |         | 14. místo | 5    |
| 1972 | Brooke Bond Oxo Team Surtees | Surtees TS9B    | Cosworth V8 | ARG 5 | RSA Ret | ESP 8  |         |         |         |         |         |         |         |         |         |         |        |         | 19. místo | 2    |
| 1972 | Flame Out-Team Surtees       | Surtees TS9B    | Cosworth V8 |       |         |        |         |         | FRA 17  | GBR Ret |         |         |         |         |         |         |        |         | 19. místo | 2    |
| 1972 | Team Surtees                 | Surtees TS9B    | Cosworth V8 |       |         |        | MON Ret | BEL Ret |         |         | GER 14  | AUT 11  | ITA Ret | CAN 7   |         |         |        |         | 19. místo | 2    |
| 1972 | Team Surtees                 | Surtees TS14    | Cosworth V8 |       |         |        |         |         |         |         |         |         |         |         | USA Ret |         |        |         | 19. místo | 2    |
| 1973 | Frank Williams Racing Cars   | Iso-Marlboro IR | Cosworth V8 | ARG   | BRA     | RSA    | ESP     | BEL     | MON     | SWE     | FRA     | GBR     | NED     | GER     | AUT     | ITA     | CAN 14 | USA     | -         | 0    |
| 1974 | Trojan-Tauranac Racing       | Trojan T103     | Cosworth V8 | ARG   | BRA     | RSA    | ESP 14  | BEL 10  | MON Ret | SWE     | NED DNQ | FRA     | GBR Ret | GER DNQ | AUT 10  | ITA Ret | CAN    |         | -         | 0    |
| 1974 | John Player Team Lotus       | Lotus 76        | Cosworth V8 |       |         |        |         |         |         |         |         |         |         |         |         |         |        | USA DSQ | -         | 0    |

### Závody F1 nezapočítávané do MS
| Rok  | Grand Prix                      | Okruh        | Vůz           | Pozice   | Výsledky |
| ---- | ------------------------------- | ------------ | ------------- | -------- | -------- |
| 1970 | International Gold Cup          | Oulton Park  | De Tomaso 505 | -        | Výsledky |
| 1971 | Race of Champions               | Brands Hatch | Brabham BT33  | 4. místo | Výsledky |
| 1971 | Grand Prix Questor              | Ontario      | Brabham BT33  | 5. místo | Výsledky |
| 1971 | International Trophy            | Silverstone  | Brabham BT33  | 3. místo | Výsledky |
| 1971 | World Championship Victory Race | Brands Hatch | Brabham BT33  | 5. místo | Výsledky |
| 1972 | Race of Champions               | Brands Hatch | Surtees TS9   | 5. místo | Výsledky |
| 1972 | International Gold Cup          | Oulton Park  | Surtees TS9   | 3. místo | Výsledky |

### Výsledky z ostatních kategorií automobilového sportu
| Sezóna | Série                   | Tým                        | Vůz                               | Závody | Vítězství | Pole position | Podium | Body | Konečné umístění |
| 1968   | Formule 3 (V. Británie) | Sports Motors (Manchester) | Chevron B9 & Brabham BT21B & BT28 |        |           |               |        | 80   | 1. místo         |
| 1969   | Formule 3 (V. Británie) | Sports Motors (Manchester) | Brabham BT28                      |        |           |               | 1      | 33   | 6. místo         |
| 1970   | Formule 2               | Sports Motor International | Brabham BT30                      | 7      |           |               |        | 4    | 12. místo        |
| 1971   | Formule 2               | Rondel Racing              | Brabham BT36                      | 11     |           |               | 3      | 27   | 4. místo         |
| 1972   | Formule 2               | Motul Rondel Racing        | Brabham BT38                      | 4      | 1         |               |        |      |                  |
| 1973   | Formule 2               | Motul Rondel Racing        | Motul M1                          | 11     | 1         |               | 5      |      |                  |
| 1974   | Formule 2               | Team Ecuador               | Surtees TS15A                     | 5      |           |               |        |      |                  |
| 1975   | Formule 2               | Project 3 Racing           | March 752                         | 1      |           |               |        |      |                  |

### Výsledky ze závodu 24 hodin Le Mans
| Rok  | Kategorie | Tým                | Vůz                 | Spolujezdci                              | Umístění                 |
| 1970 | P         | Equipe Matra Simca | Matra-Simca MS650   | Jack Brabham, Francois Cevert            | Nestartoval              |
| 1970 | P         | Equipe Matra Simca | Matra-Simca MS650   | Patrick Depailler, Jean-Pierre Jabouille | Odstoupil                |
| 1972 | S         | SpA Ferrari SEFAC  | Ferrari 312 PB      | Ronnie Peterson, Mario Andretti          | Nestartoval              |
| 1973 | S         | SpA Ferrari SEFAC  | Ferrari 312 P/B 73  | Carlos Reutemann                         | nedokončil               |
| 1975 | GTS       | Gelo Racing Team   | Porsche Carrera RSR | Howden Ganley                            | nedokončil               |
| 1976 | 4         | Gelo Racing Team   | Porsche 934         | Toine Hezemans                           | 2. místo (16. absolutně) |
| 1977 | 5         | Gelo Racing Team   | Porsche 935         | Toine Hezemans Hans Heyer                | nedokončil               |